# Depredador alfa
En ciències naturals (biologia, zoologia, ecologia) i en antropologia es denomina depredador alfa o superdepredador l'espècie animal carnívora que preval sobre les altres espècies d'un bioma o ecosistema. Així doncs, a Àfrica els depredadors alfa típics són el lleó i el cocodril; a gran part d'Àsia ho és el tigre; a gran part d'Amèrica ho és el jaguar, i en llocs on no és comú, com les muntanyes àrides, és el puma el que sol ocupar el rang de depredador alfa. Tanmateix, es pot considerar que els humans, tot i ser herbívors i carronyers al principi, i després omnívors, són actualment el superdepredador més potent del planeta.
Els depredadors alfa afecten la població d'altres espècies, les seves preses i la d'altres predadors amb qui poden competir. Igualment influeixen l'ecosistema d'una regió, ja que quan varia la distribució d'espècies es pot veure modificat el paisatge, fins i tot amb la modificació d'un sol element (cascada tròfica). Els primers depredadors alfa reconeguts són els anomalocaris.